# Mea Lindeberg
Mea Rebecka Lindeberg, född 3 juni 1869 i Naums socken utanför Vara, död 2 maj 1947 i Uddevalla, var en svensk målare och tecknare.
Hon var dotter till provinsialläkaren Alfred Grenander och Alice Sandberg; båda föräldrarna växte upp i Broby norr om Kristianstad. Hon var nummer två i en syskonskara om fem döttrar. Hon var gift med stads- och hamningenjören samt stadsarkitekten Herder Lindeberg.
Efter flickskolan, hösten 1885, reste hon till Paris för att öva sina kunskaper i franska och stannade där till i början av juni året därpå. Hon bodde inackorderad hos en dam på Boulevard Haussmann 186. Läroåret 1892–1893 var hon inskriven vid Tekniska skolan avdelning för qvinliga lärjungar i Stockholm. I skolarkivets bevarade elevkataloger återfinns hennes namn i ämnena konstruktionsritning och frihandsteckning. I ett brev hem berättar hon emellertid att hon genast började ta privatlektioner för Axel Jungstedt som vid den tidpunkten var lärare vid Konstakademien. Genom honom fick hon frikort för att kopiera målningar i Nationalmuseum. Hon redogjorde för sitt veckoschema med lektioner i målning, teckning och perspektiv på förmiddagarna samt kopieringsmålning på eftermiddagarna, föreläsningar i konsthistoria två kvällar i veckan – "jag är så intresserad af min målning så jag har nästan inget behof efter några andra nöjen". Den 1 januari 1893 – under jullovet i Vara, dit föräldrarna hade flyttat – reste Lindeberg med några av sina arbeten till Carl Larsson, som var lärare vid Valand i Göteborg. Hans intyg: "På begäran af fröken Grenander att yttra mig om några af hennes studier och skizzer måtte jag erkänna att de röja talent" var säkert en stor uppmuntran.
Det finns uppgifter att hon 1894 i Stockholm tog privatlektioner för Elisabeth Keyser, som hade elevateljé på Mäster Samuelsgatan och vid något tillfälle även för Bohuslänmålaren Carl Wilhelmson.
Som de första sommargästerna på 1890-talet hyrde familjen Grenander in sig hos familjer på Käringön i yttersta kustbandet. Där målade Lindeberg ute i det fria snabba skisser i både olja och akvarell. Hon lärde känna och uppskatta det öppna skärgårdslandskapet med dess speciella miljö och människor och återvände många gånger till motiven och vännerna därute. Hon reste också runt med sin målarutrustning i Bohuslän och till Tyskland där hon bland annat utförde en del målningar i Düsseldorf. Hon deltog i utställningar, dels i Linköping 1920, och dels på Liljevalchs konsthall i Stockholm 1927, den senare anordnad av Föreningen Svenska Konstnärinnor, som strax därefter antog henne som medlem. Hon var representerad på utställningar för kvinnliga konstnärer, dels i Kristianstad och dels på museet i Karlstad 1935, genom åren också i olika konstsammanhang av mer lokal karaktär i Göteborg och Uddevalla.
Lindeberg är representerad vid bland annat Bohusläns museum, Uddevalla Rådhus  samt med porträtt i flera företag och organisationer.